# Drassanes Reials de Barcelona

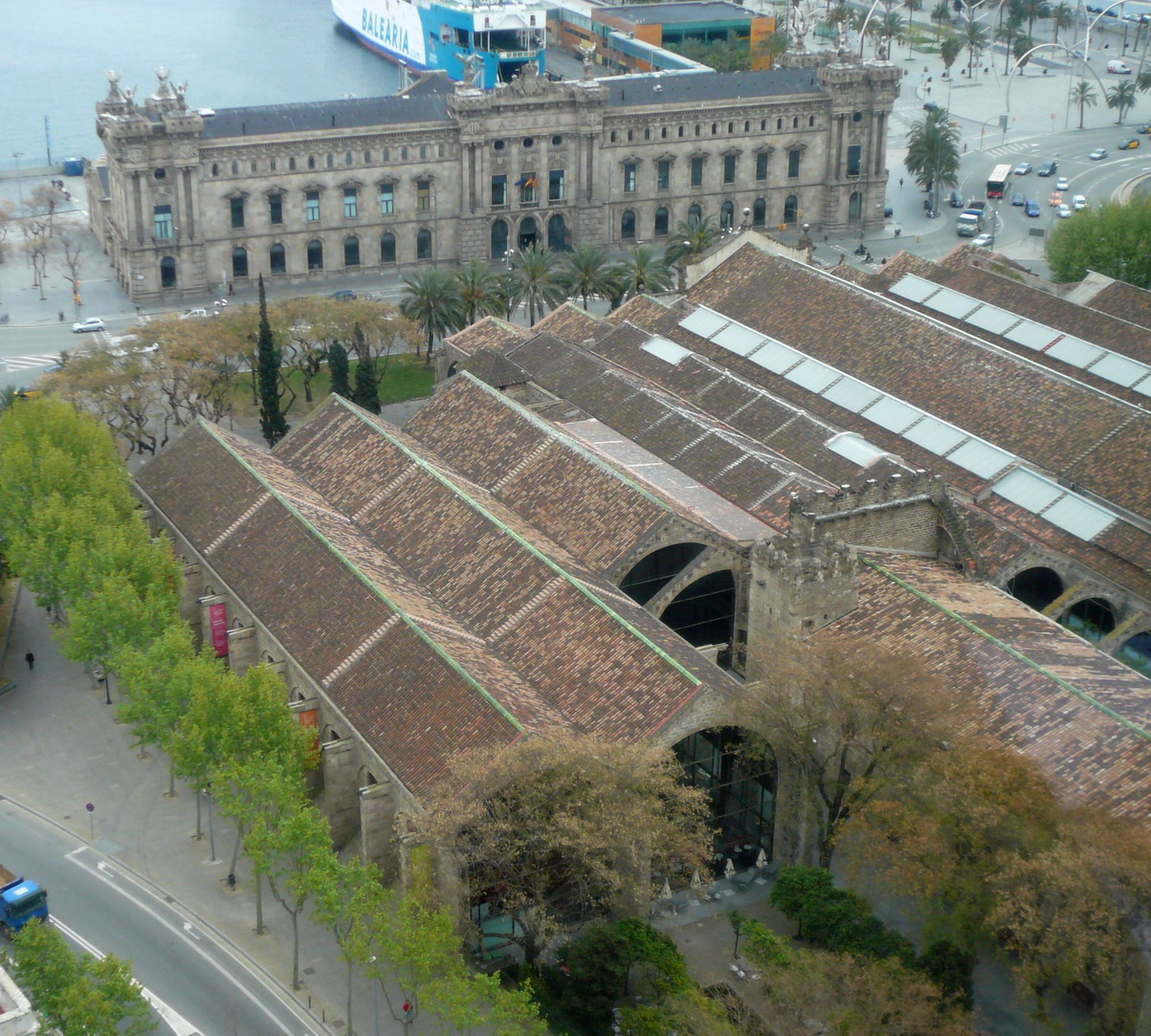
Blick auf die mittelalterliche Werft

Die Drassanes Reials de Barcelona (katalanisch für Königliche Werften von Barcelona, spanisch: Atarazanas Reales de Barcelona) waren mehrere Jahrhunderte lang die wichtigsten Schiffbauanlagen Barcelonas. Der Gebäudekomplex, dessen Ursprünge bis ins späte Mittelalter zurückgehen, befindet sich im Stadtteil El Raval unweit des Alten Hafens (kat.: Port Vell) und beherbergt heute das städtische Schifffahrtsmuseum. 

## Geschichte
Die Drassanes waren vermutlich nicht die ersten Werften der Stadt, eine ältere Werft soll an der römischen Stadtmauer beim Regomirtor gelegen haben. Während der Herrschaft Peters III. wurde zwischen 1280 und 1300 mit dem Bau der Drassanes begonnen. Sie bestanden aus einem ummauerten Rechteck mit jeweils einem Turm an den Ecken. Zwei dieser Türme stehen heute noch. Alfons IV. gab Anordnung, die Werft zu überdachen. Die Arbeiten zogen sich aber wegen Geldmangels und Unwettern bis zur Regierung von Peter IV. hin. Ein Vorschlag des Königs, die Werft zu verlegen, wurde nicht umgesetzt. Der Stadtrat –  der Consell de Cent – war dagegen und schlug stattdessen finanzielle Unterstützung vor, um die Überdachung zu vollenden.
Unter Johann I. wurden die Drassanes stark ausgebaut, um den Bedürfnissen der katalanischen Kaufleute und der aragonesischen Krone gerecht zu werden. Der Innenhof wurde überdacht und eine zweistöckige, mit stufigen Zinnen gekrönte Vorhalle mit einem kleinen Hof errichtet. Der gotische Bau aus dem Jahr 1381 besitzt acht Hallen. Während Renovierungsarbeiten, die Anfang 2013 abgeschlossen wurden, kamen Ausgrabungen zu Tage, die relevante Daten über die Geschichte des Gebäudes vermitteln. Einerseits wurden die Überreste einer römischen Nekropole gefunden. Andererseits wurde festgestellt, dass, obwohl das Gebäude auf das dreizehnte Jahrhundert zurückgeht, vieles, was bis heute erhalten ist, nicht mittelalterlich ist, sondern aus dem sechzehnten Jahrhundert stammt, wenn auch der ursprüngliche gotische Stil beibehalten wurde. 
Ende des 15. Jahrhunderts gab es bereits 16 Hallen. 1571 entstand hier die Real, das Flaggschiff Don Juan de Austrias in der Seeschlacht von Lepanto.
Ab 1578 übernahm die Generalitat de Catalunya die Verwaltung und errichtete 1618 drei neue Hallen, deren Abmessungen von den vorherigen abwichen. Zwischen 1641 und 1644 wurden die Drassanes wegen des Schnitter-Aufstands befestigt. Im 18. Jahrhundert wurde die zentrale Halle vergrößert, um den neuen Schiffstypen Rechnung zu tragen. 1714–1935 dienten die Drassanes als Militärkaserne. Am 5. Mai 1976 wurden die Drassanes unter Denkmalschutz gestellt. 

## Meeresmuseum
Seit dem 18. Januar 1941 beherbergen die Drassanes das Museu Marítim de Barcelona. Das Museum wurde neu ausgerichtet und 2014 wiedereröffnet.

## Bemerkungen
1. ↑  Also etwa in Höhe der heutigen Carrer del Regomir im Barri Gòtic